# エルハン・ママドフ
エルハン・ママドフ（アゼルバイジャン語: Elkhan Mammadov、1982年2月26日 - ）は、アゼルバイジャンのバクー出身の男子柔道家。

## 来歴
2010年世界柔道選手権大会90kg級で西山大希に一本負けも銅メダルを獲得した。
2012年7月のロンドンオリンピックでは3回戦で敗れた。
2013年からは階級を100kg級に上げると、5月には地元で開催されたグランドスラム・バクーで優勝を飾った。8月の世界選手権では準々決勝で日本の小野卓志に技ありで逆転勝ちするなどして決勝まで進むと、オランダのヘンク・フロルも技ありで破り、31歳にして世界チャンピオンとなった。2016年のリオデジャネイロオリンピックには国内に世界ランキング1位のエルマール・ガシモフがいたため出場できなかった。

## 主な戦績
- 2004年 - U23ヨーロッパ選手権　3位(81kg級)

90kg級での戦績
- 2007年 - ポーランド国際　3位
- 2007年 - 世界選手権　7位
- 2008年 - グルジア国際　3位
- 2008年 - チェコ国際　3位
- 2008年 - ヨーロッパ選手権　2位
- 2009年 - グランドスラム・パリ　5位
- 2009年 - グランプリ・ハンブルク　3位
- 2009年 - ヨーロッパ選手権　3位
- 2009年 - ワールドカップ・ブカレスト　優勝
- 2009年 - ワールドカップ・バクー　優勝
- 2009年 - グランプリ・アブダビ　3位
- 2010年 - ワールドマスターズ　5位
- 2010年 - グランプリ・デュッセルドルフ　5位
- 2010年 - ヨーロッパ選手権　3位
- 2010年 - グランプリ・チュニス　2位
- 2010年 - ワールドカップ・カイロ　2位
- 2010年 - 世界選手権　3位
- 2010年 - グランドスラム・東京　5位
- 2011年 - ワールドマスターズ　優勝
- 2011年 - グランプリ・デュッセルドルフ　5位
- 2011年 - グランプリ・バクー　3位
- 2011年 - グランドスラム・リオデジャネイロ　5位
- 2011年 - ワールドカップ・サンパウロ　5位
- 2011年 - グランプリ・アブダビ　5位
- 2012年 - ワールドマスターズ　5位
- 2012年 - グランドスラム・パリ　5位
- 2012年 - グランプリ・デュッセルドルフ　5位
- 2012年 - グランプリ・バクー　優勝
- 2013年 - グランプリ・デュッセルドルフ　5位
- 2013年 - グランドスラム・バクー　優勝
- 2013年 - ワールドマスターズ　優勝
- 2013年 - 世界選手権　優勝
- 2014年 - ヨーロッパ選手権　2位
- 2015年 - グランプリ・青島　3位
- 2016年 -　グランプリ・ハバナ　2位
- 2016年 -　グランプリ・アルマトイ　優勝
- 2016年 - グランドスラム・アブダビ　優勝
- 2017年 -　グランプリ・アンタルヤ　3位
- 2017年 - ヨーロッパ選手権　優勝
- 2017年 - イスラム諸国連帯競技大会　優勝
- 2017年 - 世界選手権　5位
- 2017年 -　ワールドマスターズ　3位

(出典、JudoInside.com)